# Oops!... I Did It Again
Oops!... I Did It Again је други студијски албум америчке певачице Бритни Спирс. Издат је 16. маја 2000. године. У првој недељи само у САД је продато 1.300.000 копија. Албум је продат у преко 20.000.000 копија у свету.